# Sonja Manzenreiter
Sonja Manzenreiter (ur. 18 lipca 1975 w Innsbrucku) – austriacka saneczkarka, medalistka mistrzostw świata.
Pierwsze sukcesy odnosiła na mistrzostwach świata juniorów zdobywając dwa złota i brąz. W reprezentacji Austrii występowała od 1997. Na igrzyskach olimpijskich startowała trzykrotnie, jej najlepszym rezultatem jest siódme miejsce. W mistrzostwach świata wywalczyła jeden medal. W 2003 zdobyła brąz w drużynie. W 2000 zdobyła brąz. W mistrzostwach Europy brała udział cztery razy zajmując w najlepszych startach piąte miejsce. Jej największym osiągnięciem w klasyfikacji generalnej Pucharu Świata było czwarte miejsce w sezonie 2003/2004. Na swoim ma jedno miejsce na podium.
W 2006 roku zakończyła karierę.

## Osiągnięcia

### Igrzyska olimpijskie
| Rok  | Miejsce        | Jedynki |
| ---- | -------------- | ------- |
| 1998 | Nagano         | 10.     |
| 2002 | Salt Lake City | 7.      |
| 2006 | Turyn          | DNF     |

### Mistrzostwa świata
| Rok  | Miejsce      | Jedynki | Drużyna mieszana |
| ---- | ------------ | ------- | ---------------- |
| 1999 | Königssee    | 10.     |                  |
| 2000 | Sankt Moritz | 15.     |                  |
| 2001 | Calgary      | 9.      |                  |
| 2003 | Sigulda      | 6.      | 3.               |
| 2004 | Nagano       | 4.      |                  |
| 2005 | Park City    | 6.      | 4.               |

### Mistrzostwa Europy
| Rok  | Miejsce    | Jedynki | Drużyna mieszana |
| ---- | ---------- | ------- | ---------------- |
| 2000 | Winterberg | 16.     |                  |
| 2002 | Altenberg  | 7.      |                  |
| 2004 | Oberhof    | 5.      |                  |
| 2006 | Winterberg | 13.     | 5.               |

### Puchar Świata

#### Miejsca w klasyfikacji generalnej
| Sezon     | Miejsce |
| --------- | ------- |
| 1998/1999 | 9.      |
| 1999/2000 | 9.      |
| 2000/2001 | 7.      |
| 2001/2002 | 7.      |
| 2002/2003 | 5.      |
| 2003/2004 | 4.      |
| 2004/2005 | 17.     |
| 2005/2006 | 5.      |

#### Miejsca na podium chronologicznie
| Nr | Dzień       | Rok  | Miejscowość | 1. Zjazd | Wynik 1. | 2. Zjazd | Wynik 2. | Łączny czas  | Lokata | Strata   | Zwycięzca       | Przypisy |
| -- | ----------- | ---- | ----------- | -------- | -------- | -------- | -------- | ------------ | ------ | -------- | --------------- | -------- |
| 1. | 5 listopada | 2005 | Sigulda     | 44.075 s | 5.       | 43.977 s | 4.       | 1:28.052 min | 3.     | +0.372 s | Sylke Kraushaar | -        |